# 威廉敏娜市镇
威廉敏娜市镇（瑞典語：Vilhelmina kommun）是瑞典北部西博滕省的一个市镇。其治所位于威廉敏娜。